# Годивље (Кривогаштани)
Годивље (мкд. Годивје) је насеље у Северној Македонији, у средишњем делу државе. Годивље припада општини Кривогаштани.

## Географија
Насеље Годивље је смештено у средишњем делу Северне Македоније. Од најближег већег града, Прилепа, насеље је удаљено 22 km западно.
Годивље се налази у западном делу Пелагоније, највеће висоравни Северне Македоније. Насељски атар је на истоку равничарски, без већих водотока, док се ка западу издижу прва брда планине Баба. Надморска висина насеља је приближно 630 метара.
Клима у насељу је континентална.

## Становништво
По попису становништва из 2002. године, Годивље је имало 166 становника.
Претежно становништво у етнички Македонци (99%), а остало су Срби.
Већинска вероисповест у насељу је православље.